# スーパー登山部
スーパー登山部（スーパーとざんぶ）は、コンポーザー・小田智之のオリジナル曲を演奏するために2023年に結成された日本の5人組バンドである。名古屋を拠点に活動し、ポップス、ジャズ、レゲエなど多様な音楽ジャンルを融合させた楽曲を特徴とする。メンバーは実際に登山を行いながら音楽活動を展開している（詳細後述）。

## メンバー
- 小田智之（Key）
- Hina（Vo）
- いしはまゆう（Gt）
- 梶祥太郎（Ba）
- 深谷雄一（Dr）

## バンド結成の経緯
スーパー登山部は、キーボードの小田智之が、長久手市文化の家の契約アーティストを卒業する際のコンサートをきっかけに結成した。ベースの梶祥太郎と「バンドをやりたい」という話を以前からしており、2023年初頭からメンバーを集め始めた。
最初に声をかけたのは、ボーカルのHinaで、彼女の表現力に感銘を受けた小田が誘った。その後、ギターのいしはまゆう、ドラムの深谷雄一が加入。深谷は中村佳穂BANDなどでも活躍する実力派ドラマーであり、メンバー全員が実力派ミュージシャンとして知られる。

## バンド名の由来
当初、バンド名は決まっていなかったが、名古屋で初めてライブを行う際、ライブハウスの要請で命名することとなった。LINEのグループ名が「スーパーバンド」だったことから、「スーパー」の部分を残し、「スーパー登山部」となった。登山経験があったのは小田のみだったが、バンド名が決まったことでメンバー全員が登山を始めることとなった。

## 登山活動
バンド名に「登山部」とあるように、スーパー登山部は実際に登山をしながら音楽活動をおこなっている。初めて5人全員で登ったのは木曽駒ヶ岳（2,956m）で、その後も八ヶ岳の天狗岳（2,646m）などの山を登った。登山未経験だったメンバーも次第に登山の魅力にとりつかれて、2024年時点では山でのライブ活動も展開しており、白馬岳（2,932m）の山小屋でもライブを実施した。

## 音楽性
スーパー登山部の音楽は、特定のジャンルに偏らず、ポップス、ジャズ、レゲエなど多彩な要素を取り入れている。小田はゲーム音楽やアニメ音楽、特に菅野よう子やジェイコブ・コリアーの音楽スタイルに影響を受けたといい、「『ストーリー性を感じる』と言われることが多い」と述べている。